# Sir John Aird
Sir John Aird   (Londres, 3 de desembre de 1833 - Beaconsfield, 6 de gener de 1911) va ser un notable enginyer anglès i contractista d'enginyeria civil de finals del segle xix i principis del XX. També es va exercir com a membre conservador del parlament (PM) per Paddington Nord 1887-1906, va ser el primer Alcalde de Paddington el 1900, i es va convertir en un entusiasta col·leccionista d'art britànic.